# Zanthoxylum ferrugineum
Zanthoxylum ferrugineum é uma espécie de planta da família Rutaceae.
Pode ser encontrada nos seguintes países: Belize, Costa Rica, El Salvador, Guatemala, Honduras, Nicaragua, e Panamá.